# Marknadsundersökningsföretag
Marknadsundersökningsföretag är företag som utför marknadsundersökningar, ofta på uppdrag av andra organisationer och där målgruppen utgör uppdragsgivarens befintliga eller potentiella kunder eller andra målgrupper av intresse för uppdragsgivaren.
Det finns ett stort antal små marknadsundersökningsföretag samt några få som är lite större. SMIF (Sveriges marknadsundersökningsföretag) är en intresseorganisationen för marknadsundersökningsföretag men det är endast en liten del av marknadsundersökningsföretagen i Sverige som är medlemmar i SMIF. Internationellt så finns branschorganisationen ESOMAR som har medlemsföretag från hela världen.